# Caecobarbus geertsi
Caecobarbus geertsi је зракоперка из реда Cypriniformes и породице Cyprinidae. 

## Распрострањење
Ареал врсте је ограничен на једну државу, ДР Конго.

## Станиште
Станиште врсте су слатководна подручја. 

## Угроженост
Ова врста се сматра рањивом у погледу угрожености врсте од изумирања.